# Squash-Mannschaftsweltmeisterschaft 2023/Kader
Dieser Artikel enthält die Kader der 24 Nationalmannschaften bei der Squash-Mannschaftsweltmeisterschaft 2023 in Tauranga in Neuseeland.

## Gruppe A

### Ägypten
| Agypten | Rang | Name            | Geburtsdatum    | WRL | Einsätze | Siege | Niederlagen |
| ------- | ---- | --------------- | --------------- | --- | -------- | ----- | ----------- |
| Agypten | 1.   | Ali Farag       | 22. April 1992  | 1   | 4        | 4     | −           |
| Agypten | 2.   | Mostafa Asal    | 9. Mai 2001     | 4   | 3        | 3     | −           |
| Agypten | 3.   | Mazen Hesham    | 29. März 1994   | 7   | 4        | 4     | −           |
| Agypten | 4.   | Youssef Soliman | 10. Januar 1997 | 12  | 3        | 3     | −           |

### Malaysia
| Malaysia | Rang | Name                  | Geburtsdatum    | WRL | Einsätze | Siege | Niederlagen |
| -------- | ---- | --------------------- | --------------- | --- | -------- | ----- | ----------- |
| Malaysia | 1.   | Addeen Idrakie        | 5. Januar 1994  | 65  | 5        | 2     | 3           |
| Malaysia | 2.   | Sanjay Jeeva          | 3. Juli 1999    | 91  | 5        | 3     | 2           |
| Malaysia | 3.   | Ameeshenraj Chandaran | 31. Januar 2004 | 136 | 5        | 2     | 3           |
| Malaysia | 4.   | Hafiz Zhafri          | 3. April 2001   | 178 | 1        | −     | 1           |

### Irland
| Irland | Rang | Name            | Geburtsdatum     | WRL | Einsätze | Siege | Niederlagen |
| ------ | ---- | --------------- | ---------------- | --- | -------- | ----- | ----------- |
| Irland | 1.   | Sam Buckley     | 22. Juni 2001    | 132 | 5        | 4     | 1           |
| Irland | 2.   | Sean Conroy     | 1. Juni 1994     | 194 | 3        | 1     | 2           |
| Irland | 3.   | Oisin Logan     | 14. Februar 1996 | 345 | 3        | 1     | 2           |
| Irland | 4.   | Michael Creaven | 8. Juni 2001     | 488 | 1        | 1     | −           |

## Gruppe B

### England
| England | Rang | Name               | Geburtsdatum      | WRL | Einsätze | Siege | Niederlagen |
| ------- | ---- | ------------------ | ----------------- | --- | -------- | ----- | ----------- |
| England | 1.   | Mohamed Elshorbagy | 12. Januar 1991   | 5   | 5        | 4     | 1           |
| England | 2.   | Marwan Elshorbagy  | 30. Juli 1993     | 8   | 3        | 2     | 1           |
| England | 3.   | Patrick Rooney     | 16. Juni 1997     | 25  | 3        | 3     | −           |
| England | 4.   | Adrian Waller      | 26. Dezember 1989 | 29  | 3        | 3     | −           |

### Südafrika
| Sudafrika | Rang | Name               | Geburtsdatum     | WRL | Einsätze | Siege | Niederlagen |
| --------- | ---- | ------------------ | ---------------- | --- | -------- | ----- | ----------- |
| Sudafrika | 1.   | Dewald van Niekerk | 3. Juni 1997     | 103 | 6        | 2     | 4           |
| Sudafrika | 2.   | Jean-Pierre Brits  | 2. April 1991    | 251 | 3        | 2     | 1           |
| Sudafrika | 3.   | Tristen Worth      | 20. März 2002    | 312 | 2        | 1     | 1           |
| Sudafrika | 4.   | Damian Groenewald  | 16. Oktober 2003 | 260 | 5        | 0     | 5           |

### Philippinen
| Philippinen | Rang | Name             | Geburtsdatum   | WRL | Einsätze | Siege | Niederlagen |
| ----------- | ---- | ---------------- | -------------- | --- | -------- | ----- | ----------- |
| Philippinen | 1.   | Robert Garcia    | 15. April 1986 | 256 | 4        | 2     | 2           |
| Philippinen | 2.   | David Pelino     | 25. Juli 1993  | 450 | 3        | −     | 3           |
| Philippinen | 3.   | Reymark Begornia | 7. August 1992 | 465 | 5        | 1     | 4           |
| Philippinen | 4.   | Jonathan Reyes   | −              | −   | 1        | −     | 1           |

## Gruppe C

### Frankreich
| Frankreich | Rang | Name             | Geburtsdatum     | WRL | Einsätze | Siege | Niederlagen |
| ---------- | ---- | ---------------- | ---------------- | --- | -------- | ----- | ----------- |
| Frankreich | 1.   | Victor Crouin    | 16. Juni 1999    | 11  | 4        | 3     | 1           |
| Frankreich | 2.   | Baptiste Masotti | 5. Juni 1995     | 14  | 1        | 1     | −           |
| Frankreich | 3.   | Auguste Dussourd | 10. Februar 1996 | 26  | 3        | 3     | −           |
| Frankreich | 4.   | Grégoire Marche  | 3. März 1990     | 28  | 4        | 3     | 1           |

### Australien
| Australien | Rang | Name             | Geburtsdatum       | WRL | Einsätze | Siege | Niederlagen |
| ---------- | ---- | ---------------- | ------------------ | --- | -------- | ----- | ----------- |
| Australien | 1.   | Joseph White     | 28. September 1997 | 93  | 5        | −     | 5           |
| Australien | 2.   | Rhys Dowling     | 25. März 1995      | 166 | 3        | 2     | 1           |
| Australien | 3.   | Nicholas Calvert | 24. August 1999    | 171 | 1        | −     | 1           |
| Australien | 4.   | Dylan Molinaro   | 8. März 2002       | 202 | 6        | 2     | 4           |

### Niederlande
| Niederlande | Rang | Name           | Geburtsdatum       | WRL | Einsätze | Siege | Niederlagen |
| ----------- | ---- | -------------- | ------------------ | --- | -------- | ----- | ----------- |
| Niederlande | 1.   | Rowan Damming  | 5. September 2004  | 80  | 5        | 3     | 2           |
| Niederlande | 2.   | Thijs Roukens  | 2. September 1998  | −   | 3        | −     | 3           |
| Niederlande | 3.   | Samuel Gerrits | 29. November 2004  | 265 | 3        | 2     | 1           |
| Niederlande | 4.   | Hjalmer Mols   | 22. September 2004 | 571 | 1        | −     | 1           |

## Gruppe D

### Schweiz
| Schweiz | Rang | Name              | Geburtsdatum     | WRL | Einsätze | Siege | Niederlagen |
| ------- | ---- | ----------------- | ---------------- | --- | -------- | ----- | ----------- |
| Schweiz | 1.   | Nicolas Müller    | 24. August 1989  | 19  | 5        | 4     | 1           |
| Schweiz | 2.   | Dimitri Steinmann | 14. Juli 1997    | 36  | 3        | 2     | 1           |
| Schweiz | 3.   | Yannick Wilhelmi  | 12. Oktober 2000 | 66  | 3        | 2     | 1           |
| Schweiz | 4.   | Robin Gadola      | 7. Oktober 1994  | 150 | 2        | 2     | −           |

### Nigeria
| Nigeria | Rang | Name                 | Geburtsdatum       | WRL | Einsätze | Siege | Niederlagen |
| ------- | ---- | -------------------- | ------------------ | --- | -------- | ----- | ----------- |
| Nigeria | 1.   | Babatunde Ajagbe     | 25. Juni 1987      | 207 | 6        | 1     | 5           |
| Nigeria | 2.   | Adegoke Onaopemipo   | 25. September 1999 | 158 | 4        | 2     | 2           |
| Nigeria | 3.   | Gabriel Olufunmilayo | 2. April 2000      | 197 | 3        | 2     | 1           |
| Nigeria | 4.   | Samuel Kehinde       | 12. Januar 1998    | 258 | 2        | −     | 2           |

### Japan
| Japan | Rang | Name           | Geburtsdatum      | WRL | Einsätze | Siege | Niederlagen |
| ----- | ---- | -------------- | ----------------- | --- | -------- | ----- | ----------- |
| Japan | 1.   | Shōta Yasunari | 7. April 2002     | 247 | 5        | 1     | 4           |
| Japan | 2.   | Yujin Ikeda    | 14. März 2005     | 373 | 3        | 1     | 2           |
| Japan | 3.   | Yūta Andō      | 17. November 2002 | 366 | 4        | 2     | 2           |
| Japan | 4.   | Naoki Sone     | 28. Juli 1999     | −   | 1        | −     | 1           |

## Gruppe E

### Vereinigte Staaten
| Vereinigte Staaten | Rang | Name             | Geburtsdatum    | WRL | Einsätze | Siege | Niederlagen |
| ------------------ | ---- | ---------------- | --------------- | --- | -------- | ----- | ----------- |
| Vereinigte Staaten | 1.   | Timothy Brownell | 12. Juli 1997   | 42  | 5        | 2     | 3           |
| Vereinigte Staaten | 2.   | Shahjahan Khan   | 5. März 1995    | 46  | 5        | 3     | 2           |
| Vereinigte Staaten | 3.   | Andrew Douglas   | 12. August 1998 | 53  | 4        | 2     | 2           |
| Vereinigte Staaten | 4.   | Spencer Lovejoy  | 14. Mai 1998    | 69  | 3        | 3     | −           |

### Tschechien
| Tschechien | Rang | Name           | Geburtsdatum      | WRL | Einsätze | Siege | Niederlagen |
| ---------- | ---- | -------------- | ----------------- | --- | -------- | ----- | ----------- |
| Tschechien | 1.   | Martin Švec    | 24. Oktober 1994  | 76  | 1        | −     | 1           |
| Tschechien | 2.   | Viktor Byrtus  | 17. Februar 2001  | 83  | 5        | 3     | 2           |
| Tschechien | 3.   | Daniel Mekbib  | 4. Juli 1992      | 90  | 5        | 2     | 3           |
| Tschechien | 4.   | Jakub Solnický | 16. Dezember 1994 | 107 | 5        | 5     | −           |

### Cookinseln
| Cookinseln | Rang | Name          | Geburtsdatum | WRL | Einsätze | Siege | Niederlagen |
| ---------- | ---- | ------------- | ------------ | --- | -------- | ----- | ----------- |
| Cookinseln | 1.   | Dylan Russell | −            | −   | 5        | 1     | 4           |
| Cookinseln | 2.   | Brian Tapurau | −            | −   | 4        | 1     | 3           |
| Cookinseln | 3.   | Joshua Simeon | −            | −   | 3        | −     | 3           |
| Cookinseln | 4.   | Manu Priest   | −            | −   | 1        | −     | 1           |

## Gruppe F

### Neuseeland
| Neuseeland | Rang | Name            | Geburtsdatum      | WRL | Einsätze | Siege | Niederlagen |
| ---------- | ---- | --------------- | ----------------- | --- | -------- | ----- | ----------- |
| Neuseeland | 1.   | Paul Coll       | 9. Mai 1992       | 3   | 5        | 5     | −           |
| Neuseeland | 2.   | Lwamba Chileshe | 26. April 1999    | 104 | 5        | 1     | 4           |
| Neuseeland | 3.   | Temwa Chileshe  | 2. August 2000    | 113 | 5        | 3     | 2           |
| Neuseeland | 4.   | Elijah Thomas   | 22. November 2002 | 128 | 2        | 1     | 1           |

### Wales
| Wales | Rang | Name                  | Geburtsdatum      | WRL | Einsätze | Siege | Niederlagen |
| ----- | ---- | --------------------- | ----------------- | --- | -------- | ----- | ----------- |
| Wales | 1.   | Joel Makin            | 27. Oktober 1994  | 10  | 5        | 3     | 2           |
| Wales | 2.   | Emyr Evans            | 25. November 1996 | 88  | 4        | 4     | −           |
| Wales | 3.   | Owain Taylor          | 18. Januar 1996   | 95  | 4        | 2     | 2           |
| Wales | 4.   | Elliott Morris Devred | 11. Mai 1998      | 162 | 2        | 2     | −           |

### Südkorea
| Korea Sud | Rang | Name            | Geburtsdatum      | WRL | Einsätze | Siege | Niederlagen |
| --------- | ---- | --------------- | ----------------- | --- | -------- | ----- | ----------- |
| Korea Sud | 1.   | Lee Dong-jun    | −                 | −   | 4        | 1     | 3           |
| Korea Sud | 2.   | Lee Dong-min    | 12. Dezember 1998 | −   | 2        | 1     | 1           |
| Korea Sud | 3.   | Kang Hyeon-beom | 29. August 1999   | 676 | 3        | 1     | 2           |
| Korea Sud | 4.   | Ji Dong-hyun    | 15. April 2002    | 740 | 3        | 1     | 2           |

## Gruppe G

### Schottland
| Schottland | Rang | Name           | Geburtsdatum    | WRL | Einsätze | Siege | Niederlagen |
| ---------- | ---- | -------------- | --------------- | --- | -------- | ----- | ----------- |
| Schottland | 1.   | Greg Lobban    | 12. August 1992 | 23  | 6        | 4     | 2           |
| Schottland | 2.   | Rory Stewart   | 19. Juli 1996   | 40  | 5        | 4     | 1           |
| Schottland | 3.   | Alan Clyne     | 25. Juli 1986   | −   | 3        | 1     | 2           |
| Schottland | 4.   | Alasdair Prott | 28. Juni 2001   | 117 | 3        | 1     | 2           |

### Kanada
| Kanada | Rang | Name              | Geburtsdatum      | WRL | Einsätze | Siege | Niederlagen |
| ------ | ---- | ----------------- | ----------------- | --- | -------- | ----- | ----------- |
| Kanada | 1.   | David Baillargeon | 14. März 1996     | 39  | 3        | 2     | 1           |
| Kanada | 2.   | Salah Eltorgman   | 30. Oktober 2002  | 77  | 6        | 2     | 4           |
| Kanada | 3.   | Liam Marrison     | 10. November 2000 | 138 | 3        | 1     | 2           |
| Kanada | 4.   | Brett Schille     | 31. März 1998     | 153 | 3        | 1     | 2           |

### Samoa
| Samoa | Rang | Name            | Geburtsdatum | WRL | Einsätze | Siege | Niederlagen |
| ----- | ---- | --------------- | ------------ | --- | -------- | ----- | ----------- |
| Samoa | 1.   | Leo Fatialofa   | 13. Mai 2003 | −   | 5        | 1     | 4           |
| Samoa | 2.   | Onesemo Old     | −            | −   | 3        | 1     | 2           |
| Samoa | 3.   | Donald Marfleet | −            | −   | 4        | −     | 4           |

## Gruppe H

### Hongkong
| Hongkong | Rang | Name           | Geburtsdatum    | WRL | Einsätze | Siege | Niederlagen |
| -------- | ---- | -------------- | --------------- | --- | -------- | ----- | ----------- |
| Hongkong | 1.   | Lau Tsz-Kwan   | 5. Februar 1996 | 47  | 5        | 3     | 2           |
| Hongkong | 2.   | Henry Leung    | 10. März 1995   | 49  | 5        | 3     | 2           |
| Hongkong | 3.   | Tang Ming-Hong | 23. Juli 1993   | 80  | 2        | 1     | 1           |
| Hongkong | 4.   | Wong Chi-Him   | 8. April 1994   | 102 | 4        | 3     | 1           |

### Deutschland
| Deutschland | Rang | Name           | Geburtsdatum       | WRL | Einsätze | Siege | Niederlagen |
| ----------- | ---- | -------------- | ------------------ | --- | -------- | ----- | ----------- |
| Deutschland | 1.   | Raphael Kandra | 29. Oktober 1990   | 33  | 6        | 2     | 4           |
| Deutschland | 2.   | Simon Rösner   | 5. November 1987   | −   | 4        | 4     | −           |
| Deutschland | 3.   | Yannik Omlor   | 3. September 1996  | 86  | 5        | 4     | 1           |
| Deutschland | 4.   | Valentin Rapp  | 16. September 1992 | 160 | 1        | −     | 1           |

### Tahiti
| Tahiti | Rang | Name            | Geburtsdatum | WRL | Einsätze | Siege | Niederlagen |
| ------ | ---- | --------------- | ------------ | --- | -------- | ----- | ----------- |
| Tahiti | 1.   | Laurent Loudier | −            | −   | 4        | −     | 4           |
| Tahiti | 2.   | Kevin Pons      | −            | −   | 4        | −     | 4           |
| Tahiti | 3.   | Adrien Maury    | −            | −   | 3        | 1     | 2           |
| Tahiti | 4.   | Kamal Soussi    | −            | −   | 2        | −     | 2           |